# Хлопці як особлива культура
«Хлопці як особлива культура» (англ. Boy Culture) — американська романтична драма 2006 року режисера К. Аллана Брока, заснована на однойменному романі Метью Реттенмунда 1995 року. Головні ролі у фільмі виконали Дерек Магіяр, Патрік Бошо, Дерріл Стефенс, Джонатон Трент та Емілі Брук Хендс.
Прем'єра відбулася на ЛГБТ-кінофестивалі у Лондоні 1 квітня 2006 року.

## Сюжет
«Ікс» – успішний ескорт, від імені якого йде оповідь. Він – студент університету, який займається гей-проституцією, розповідає глядачеві історію про свої заплутані романтичні стосунки з двома сусідами по квартирі та загадковим літнім клієнтом. Ікс обмежив список тих, хто постійно користується послугами, до 12 осіб.
Він здає квартиру Ендрю, який молодший за нього на рік, та Джо, з яким у нього подоба сім'ї. Ікс ніколи не займався сексом з будь-ким безкоштовно і, за його власними словами, він отримує більше задоволення від мастурбації, ніж від роботи. Оскільки один із клієнтів Ікса нещодавно помер, він знаходить йому заміну у вигляді 74-річного самітника Грегорі, який живе у своєму пентхаузі з видом на Сіетл. Старий не хоче займатися сексом з Іксом доти, доки між ними не з'являться почуття. Він справно оплачує Іксу регулярні побачення, які спочатку виглядають, як зустрічі хлопчика за викликом зі старим гомосексуалом, якому просто нема з ким поговорити. Але поступово вони набувають форми сповіді.
Сюжет майже повністю відповідає роману. Відмінності полягать в образі Ендрю (він – афроамериканець), та місце дії – Сіетл, замість Чикаго.

## У ролях
- Дерек Магіяр — Алекс «Ікс»
- Дерріл Стефенс — Ендрю
- Патрік Бошо — Грегорі Телбот
- Джонатон Трент — Джої
- Емілі Брук Хендс — Люсі
- Кріс Бетардс — молодий Грегорі
- Джордж Джонсон — Блонді
- Кайл Сентлер — Скутер
- Метт Ріді — Френк
- Кліффорд Гаррінгтон — Ренальдо
- Джошуа Босуелл — молодий Ренальдо
- Пейтон Хінсон — Джилл
- Демен Холл — Зельма
- Вільям Холл молодший — Орен
- Моллі Манаго — Шайенн
- Лапрел Нельсон — Метью
- К. Аллан Брока — Брюс Лі

## Участь у фестивалях
- 2006, 1 квітня — BFI Flare: Лондонський ЛГБТ-кінофестиваль
- 2006, 26 квітня — Фестиваль Трайбека
- 2006, 25 травня — Кінофестиваль у Сіетлі[4]
- 2006, 15 вересня — Atlantic Film Festival
- 2006, 14 листопада — Verzaubert Queer Film Festival
- 2006, 19 листопада — Паризький фестиваль геїв і лесбійок
- 2006 — Кінофестиваль «Аутфест» в Лос-Анджелесі — Приз Великого жури (Краща постановка)
- 2006 — Міжнародний кінофестиваль гей та лесбі фільмів у Мілані
- 2006 — Международный Кинофестиваль гей и лесбі фильмов в Филадельфии — Приз жури (кращий фільм)
- 2006 — Міжнародний кінофестиваль гей та лесбі фільмів у Роуд-Айленді — Alternative Spirit Award
- 2007, 16 березня — Cleveland International Film Festival
- 2007, 6 квітня — Philly Film Festival
- 2007, 7 липня — Mostra International de Cinema Gay i Lèsbic de Barcelona